# Волков, Стален Никандрович
Стален Никандрович Волков (1925—2019) — советский и российский художник-постановщик. Народный художник Российской Федерации (1992). Член РАХ и СХ СССР.

## Биография
Родился 7 сентября 1925 года в Харькове.
С 1942 года участник Великой Отечественной войны, служил в бронетанковых войсках. Освобождал Восточную Европу и в 1945 году вместе со своей частью штурмовал Берлин.
В 1954 году окончил с отличием художественный факультет Всероссийского государственного института кинематографии, дипломной работой С. Н. Волкова был фильм «Овод» вышедший на экраны в 1955 году.
С 1955 по 1995 годы работал художником-постановщиком в киностудии «Мосфильм». В 1969 году С. Н. Волкову было присвоено звание заслуженный художник РСФСР, в 1992 году — народный художник России.
С 1995 по 2019 годы — профессор кафедры теории и истории искусств Факультета театрального искусства Института гуманитарного образования и информационных технологий.
Умер 12 июля 2019 года в Москве.

## Основные произведения

### Художник-постановщик
- 1955 год — Сын
- 1956 год — Сердце бьётся вновь…
- 1957 год — Неповторимая весна
- 1958 год — Идиот
- 1959 год — Белые ночи
- 1961 год — В начале века
- 1962 год — Грешница
- 1964 год — Живые и мёртвые
- 1964 год — Свет далёкой звезды
- 1965 год — Человек без паспорта
- 1968 год — Братья Карамазовы
- 1969 год — Директор
- 1970 год — Море в огне
- 1972 год — Сибирячка
- 1974 год — Скворец и Лира
- 1975 год — Семья Ивановых
- 1978 год — Емельян Пугачёв
- 1981 год — Фронт в тылу врага
- 1985 год — В поисках выхода
- 1986 год — Крик дельфина
- 1988 год — Происшествие в Утиноозёрске
- 1989 год — Чаша терпения
- 1991 год — Кремлёвские тайны шестнадцатого века
- 1991 год — Царь Иван Грозный

## Награды

### Ордена, медали
- Орден Отечественной войны II степени (1985)
- Орден Знак Почёта (12 апреля 1974) — за заслуги в развитии советской кинематографии и активное участие в коммунистическом воспитании трудящихся[7]
- Медаль «За отвагу»
- Медаль «За взятие Кёнигсберга»

### Звания
- Народный художник Российской Федерации (21 февраля 1992) — за большие заслуги в области киноискусства[8]
- Заслуженный художник РСФСР (1969)